# Vlag van Allier

Vlag van Allier

De vlag van Allier is de niet-officiële vlag van het Franse departement Allier. Net als de meeste andere departementen van Frankrijk heeft Allier geen officiële vlag, maar wordt de hier rechts afgebeelde vlag op niet-officiële wijze gebruikt. De vlag is afgeleid van het wapen van dit departement.
De vlag bestaat uit een blauw veld bezaaid met gele lelies en beladen met een rode schuinbalk.
Het ontwerp is gebaseerd naar de vlag van de regio Bourbonnais, waartoe het departement historisch behoorde.
Naast deze vlag is er een logovlag in gebruik.

Vlag van Bourbonnais
Logovlag